# Deutsche Fußballmeisterschaft 1913/14
Die zwölfte und letzte Deutsche Fußballmeisterschaft vor dem Ersten Weltkrieg wurde vom 3. Mai bis zum 31. Mai 1914 ausgetragen. Die Meisterschaft sicherte sich die SpVgg Fürth im Finale in Magdeburg mit einem 3:2 n. V. gegen den VfB Leipzig.
Für die Leipziger war es die sechste Finalteilnahme seit 1903 und der jeweilige Vertreter des süddeutschen Verbands erreichte zum achten Mal das Finale. Mit dem Kriegsausbruch im August 1914 wurde der Spielbetrieb auf Reichsebene unterbrochen. Bis zum Jahr 1920 sollte keine deutsche Meisterschaft mehr ausgetragen werden.

## Teilnehmer
Für die Endrunde qualifiziert waren acht Vereine, die sieben Meister der Regionalverbände und der Titelverteidiger. Dominierten bisher die Mannschaften aus Leipzig, Berlin, Karlsruhe oder Kiel die Endrunden, trat nunmehr die Region Nürnberg/Fürth erstmals ins Rampenlicht.
| Verein                        | Qualifiziert als                                         |
| SV Prussia-Samland Königsberg | Meister des Baltischen Rasensport-Verbandes              |
| FC Askania Forst              | Meister des Südostdeutschen Fußball-Verbandes            |
| Berliner BC                   | Meister des Verbandes Brandenburgischer Ballspielvereine |
| SpVgg 1899 Leipzig-Lindenau   | Meister des Verbandes Mitteldeutscher Ballspiel-Vereine  |
| VfB Leipzig                   | Titelverteidiger                                         |
| Altonaer FC 93                | Meister des Norddeutschen Fußball-Verbandes              |
| Duisburger SpV                | Meister des Westdeutschen Spiel-Verbandes                |
| SpVgg Fürth                   | Meister des Verbandes Süddeutscher Fußball-Vereine       |

## Viertelfinale
| Datum       |                               | Ergebnis             |                  | Stadion                                               |
| ----------- | ----------------------------- | -------------------- | ---------------- | ----------------------------------------------------- |
| 3. Mai 1914 | SV Prussia-Samland Königsberg | 1:4 (1:1)            | VfB Leipzig      | Königsberg (Preußen), Walter-Simon-Platz              |
| 3. Mai 1914 | SpVgg 1899 Leipzig-Lindenau   | 1:2 (1:0)            | SpVgg Fürth      | Leipzig, Wackerstadion Debrahof                       |
| 3. Mai 1914 | Berliner BC                   | 4:0 (3:0)            | FC Askania Forst | Berlin-Mariendorf, Preussen-Platz an der Kaiserstraße |
| 3. Mai 1914 | Duisburger SpV                | 4:1 n. V. (1:1, 0:0) | Altonaer FC 93   | Essen, Sportplatz an der Meisenburgstraße             |

Königsberg ging in der 25. Minute überraschend durch Max Wirth in Führung, musste jedoch kurz vor der Halbzeit noch den Ausgleichstreffer durch den Leipziger Paul Pömpner hinnehmen. Nach der Pause erhöhten Eduard Pendorf, Abelbert Friedrich und nochmals Paul Pömpner bis zur 81. Minute auf 4:1 für den VfB Leipzig.
Die SpVgg Leipzig führte nach 36 Minuten durch ein Tor von Gerhard Schulz mit 1:0. In der 52. Minute gelang dem Ungarn Frigyes Weicz der Ausgleich und in der 83. Minute erzielte Karl Franz den 2:1-Siegtreffer für die Fürther.
Berlin führte bereits nach 25 Minuten mit 3:0 durch Tore von Erich Arndt, Willi Hebler und Preuß. In der zweiten Halbzeit erzielte Erich Arndt mit seinem zweiten Tor noch den 4:0-Endstand. Der Kapitän bei den Berlinern war der später international bekannte Schiedsrichter Alfred Birlem.
Zwischen Duisburg und Altona stand es nach 90 Minuten 1:1 unentschieden durch Tore von Heinz Schipporeit in der 48. Minute und Walter Fischer per Elfmeter in der 73. Minute. In der Verlängerung erzielten erneut Walter Fischer in der 93., Anton Bongartz in der 97. und Mathias Blethgen in der 106. Minute die Tore zum 4:1.

## Halbfinale
| Datum        |             | Ergebnis             |                | Stadion                           |
| ------------ | ----------- | -------------------- | -------------- | --------------------------------- |
| 17. Mai 1914 | SpVgg Fürth | 4:3 n. V. (2:2, 1:2) | Berliner BC    | Fürth, Sportplatz am Ronhofer Weg |
| 17. Mai 1914 | VfB Leipzig | 1:0 (1:0)            | Duisburger SpV | Leipzig, Sportpark Connewitz      |

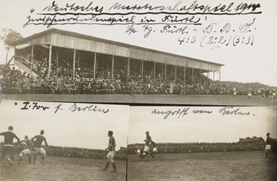
Fotos vom Halbfinale der SpVgg Fürth gegen den Berliner BC

Die Berliner verloren bereits nach 10 Minuten ihren Verteidiger Paul Wiesener infolge einer Beinfraktur, führten aber nach zwei Toren von Preuß nach 43 Minuten mit 2:0. Bereits eine Minute später verkürzte Frigyes Weicz auf 1:2, ehe ihm in der 62. Minute sogar der Ausgleich gelang. In der ersten Verlängerung erzielte Karl Franz nach 103 Minuten die Führung für Fürth, ehe Preuß mit seinem dritten Tor in der 119. Minute zum 3:3 der erneute Ausgleich gelang. Das Golden Goal fiel durch Karl Franz in der 146. Minute.
Im Spiel zwischen dem VfB Leipzig und Duisburg erzielte Johannes Völckers nach 41 Minuten das entscheidende Tor in einem hart umkämpften Sieg.

## Finale
| SpVgg Fürth | SpVgg Fürth | VfB Leipzig | VfB Leipzig |
| --- | --- | --- | ----------- |
| SpVgg Fürth | \| Sonntag, 31. Mai 1914 in Magdeburg (Viktoria-Platz) \| \| Ergebnis: 3:2 n. V. (1:1, 1:0) \| \| Zuschauer: 6.000 \| \| Schiedsrichter: Kurt von Paquet (Berlin) 00000Spielbericht Der VfB Leipzig qualifizierte sich zum sechsten Mal seit 1903 für das Finale. Fürth ging nach 17 Minuten durch Karl Franz in Führung. In der 42. Minute musste der Leipziger Paul Michel verletzt ausscheiden. In Unterzahl spielend gelang Leipzig durch Eduard Pendorf in der 83. Minute das 1:1. In der 104. Minute erzielte Frigyes Weicz das 2:1 für Fürth, vier Minuten später gelang Leipzig erneut der Ausgleich durch Curt Hesse. In der 138. Minute erhielt der Fürther Hans Schmidt einen Platzverweis. Wie bereits im Halbfinale erzielte Karl Franz das entscheidende Golden Goal, diesmal in der 153. Minute. Der Fürther Trainer William Townley und der Spieler Julius Hirsch wurden zum zweiten Mal nach 1910 Deutscher Meister. \| | \| Sonntag, 31. Mai 1914 in Magdeburg (Viktoria-Platz) \| \| Ergebnis: 3:2 n. V. (1:1, 1:0) \| \| Zuschauer: 6.000 \| \| Schiedsrichter: Kurt von Paquet (Berlin) 00000Spielbericht Der VfB Leipzig qualifizierte sich zum sechsten Mal seit 1903 für das Finale. Fürth ging nach 17 Minuten durch Karl Franz in Führung. In der 42. Minute musste der Leipziger Paul Michel verletzt ausscheiden. In Unterzahl spielend gelang Leipzig durch Eduard Pendorf in der 83. Minute das 1:1. In der 104. Minute erzielte Frigyes Weicz das 2:1 für Fürth, vier Minuten später gelang Leipzig erneut der Ausgleich durch Curt Hesse. In der 138. Minute erhielt der Fürther Hans Schmidt einen Platzverweis. Wie bereits im Halbfinale erzielte Karl Franz das entscheidende Golden Goal, diesmal in der 153. Minute. Der Fürther Trainer William Townley und der Spieler Julius Hirsch wurden zum zweiten Mal nach 1910 Deutscher Meister. \| | VfB Leipzig |
| SpVgg Fürth | Hermann Polenski – Karl Burger , Georg Wellhöfer – Sebastian Seidel, Adolf Riebe, Hans Schmidt – Georg Wunderlich, Karl Franz, Frigyes Weicz, Julius Hirsch, Hans Jakob Cheftrainer: William Townley | Johannes Schneider – Willy Völker, Alfred Hermann – Paul Michel, Eduard Pendorf, Curt Hesse – Georg Richter, Paul Pömpner, Johannes Völckers, Hans Dolge, Adelbert Friedrich | VfB Leipzig |
| SpVgg Fürth | 1:0 Franz (17.) 2:1 Weicz (104.) 3:2 Franz (153.) | 1:1 Pendorf (83.) 2:2 Hesse (108.) | VfB Leipzig |
| SpVgg Fürth | Platzverweis: Schmidt (138.) | Michel (42.) | VfB Leipzig |
| Sonntag, 31. Mai 1914 in Magdeburg (Viktoria-Platz) | | |             |
| Ergebnis: 3:2 n. V. (1:1, 1:0) | | |             |
| Zuschauer: 6.000 | | |             |
| Schiedsrichter: Kurt von Paquet (Berlin) 00000Spielbericht Der VfB Leipzig qualifizierte sich zum sechsten Mal seit 1903 für das Finale. Fürth ging nach 17 Minuten durch Karl Franz in Führung. In der 42. Minute musste der Leipziger Paul Michel verletzt ausscheiden. In Unterzahl spielend gelang Leipzig durch Eduard Pendorf in der 83. Minute das 1:1. In der 104. Minute erzielte Frigyes Weicz das 2:1 für Fürth, vier Minuten später gelang Leipzig erneut der Ausgleich durch Curt Hesse. In der 138. Minute erhielt der Fürther Hans Schmidt einen Platzverweis. Wie bereits im Halbfinale erzielte Karl Franz das entscheidende Golden Goal, diesmal in der 153. Minute. Der Fürther Trainer William Townley und der Spieler Julius Hirsch wurden zum zweiten Mal nach 1910 Deutscher Meister. | | |             |

## Die Meistermannschaft der SpVgg Fürth
Nachfolgend ist die Meistermannschaft mit Einsätzen und Toren der Spieler angegeben.
| SpVgg Fürth | |
|             | - Tor: Hermann Polenski (2/-), Hermann Pachter (1/-) - Abwehr: Karl Burger (3/-), Otto Mütze (2/-), Georg Wellhöfer (3/-) - Mittelfeld: Adolf Riebe (3/-), Hans Schmidt (3/-), Sebastian Seidel (3/-) - Sturm: Karl Franz (3/5), Julius Hirsch (3/-), Hans Jakob (1/-), Frigyes Weicz (3/4), Georg Wunderlich (3/-) - Trainer: William Townley (3) |

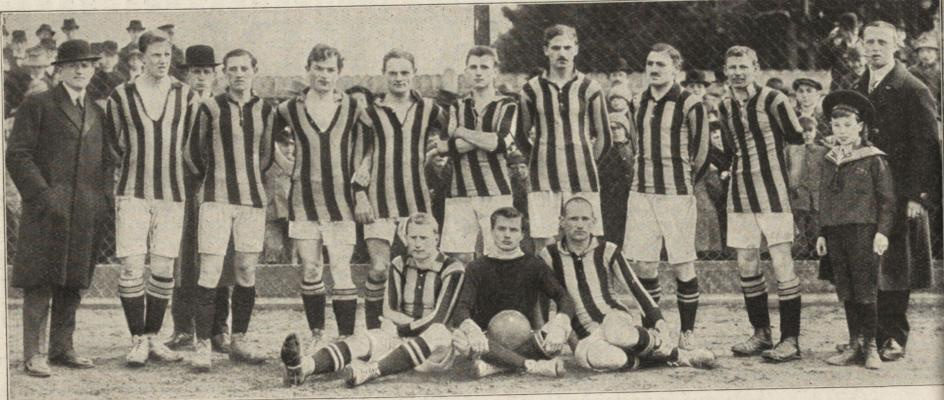
SpVgg Fürth 1913 mit acht Spielern der Mannschaft des Finales: Burger, Lang, Franz, Mütze, Isenmann, Wunderlich, Riebe, Hirsch, Schmidt, Trainer Townley mit Sohn Jimmy, Weicz, Pachter, Wellhöfer

## Torschützenliste
| Spieler | Spieler            | Verein                        | Spiele | Tore |
| ------- | ------------------ | ----------------------------- | ------ | ---- |
| 1.      | Karl Franz         | SpVgg Fürth                   | 3      | 5    |
| 2.      | Preuß              | Berliner BC                   | 2      | 4    |
| 3.      | Frigyes Weicz      | SpVgg Fürth                   | 3      | 4    |
| 4.      | Erich Arndt        | Berliner BC                   | 2      | 2    |
| 4.      | Walter Fischer     | Duisburger SpV                | 2      | 2    |
| 6.      | Eduard Pendorf     | VfB Leipzig                   | 3      | 2    |
| 6.      | Paul Pömpner       | VfB Leipzig                   | 3      | 2    |
| 8.      | Heinz Schipporeit  | Altonaer FC 93                | 1      | 1    |
| 8.      | Gerhard Schulz     | SpVgg 1899 Leipzig            | 1      | 1    |
| 8.      | Max Wirth          | SV Prussia-Samland Königsberg | 1      | 1    |
| 11.     | Mathias Blethgen   | Duisburger SpV                | 2      | 1    |
| 11.     | Anton Bongartz     | Duisburger SpV                | 2      | 1    |
| 11.     | Willi Hebler       | Berliner BC                   | 2      | 1    |
| 14.     | Adalbert Friedrich | VfB Leipzig                   | 3      | 1    |
| 14.     | Curt Hesse         | VfB Leipzig                   | 3      | 1    |
| 14.     | Johannes Völckers  | VfB Leipzig                   | 3      | 1    |